# Lybius torquatus
Lybius torquatus là một loài chim trong họ Lybiidae.